# Поїзд Київ — Війна
Поїзд Київ — Війна — повнометражний документальний фільм режисера Корнія Грицюка, знятий в Україні. Фільм вийшов у всеукраїнський прокат 12 листопада 2020 року. Прем’єра стрічки відбулась у серпні на 49-му кінофестивалі «Молодість».

## Сюжет
Події розгортаються у поїзді №126, що курсує між Києвом та Костянтинівкою Донецької області, за яким починалася лінія фронту (до повномасштабного вторгнення Росії). Пасажири спілкуються, сперечаються, сваряться. Світогляди людей діаметрально протилежні. Але вони мусять провести 12,5 годин разом, обговорюючи те, що відбувається в Україні. Всі вони прагнуть дістатися миру. 
«Я залишив свою позицію за кадром, намагався слухати і бути просто віддзеркаленням тих історій, які глядач потім побачить у фільмі. У мене не було мети когось в чомусь переконати. Потім, вже коли я монтував, то думав, що це якийсь «треш», що ми так спокійно про це розмовляємо», — режисер Корній Грицюк.

## Виробництво та кошторис
Загальний бюджет фільму склав 2,15 мільйона гривень за 100% підтримки Українського культурного фонду

## Нагороди
- 2021 Нагорода «Золота Софійська фреска» за найкраще документальне кіно – Київський МКФ КІНОЛІТОПИС, Україна.
- 2021 Кришталева Київська кінопремія за найкращу операторську роботу у документальному фільмі – Київський МКФ КІНОЛІТОПИС, Україна (Кирило Лазаревич).